# Discografia di Dani Faiv
La discografia di Dani Faiv, rapper italiano attivo dal 2014, è costituita da quattro album in studio, due EP, tre mixtape e ventinove singoli (inclusi quelli come artista ospite), pubblicati dal 2014.

## Album in studio
| Anno | Titolo | Classifiche |
| Anno | Titolo | ITA         |
| ---- | --- | ----------- |
| 2017 | The Waiter - Pubblicato: 19 maggio 2017 - Etichetta: Machete - Formati: CD, download digitale, streaming                           | 34          |
| 2018 | Fruit Joint - Pubblicato: 20 luglio 2018 - Etichetta: Machete - Formati: CD, download digitale, streaming                          | 7           |
| 2020 | Scusate se esistiamo - Pubblicato: 29 maggio 2020 - Etichetta: Arista, Machete - Formati: 2 CD, 2 LP, download digitale, streaming | 2           |
| 2022 | Faiv - Pubblicato: 3 giugno 2022 - Etichetta: Columbia - Formati: CD, LP, download digitale, streaming                             | 20          |
| 2023 | Ultimo piano - Pubblicato: 15 dicembre 2023 - Etichetta: Columbia - Formati: CD, download digitale, streaming                      | 42          |

## Mixtape
| Anno                                                                          | Titolo | Classifiche |
| Anno                                                                          | Titolo | ITA         |
| ----------------------------------------------------------------------------- | --- | ----------- |
| 2016                                                                          | Teoria del contrario (con Kanesh) - Pubblicato: 15 ottobre 2016 - Etichetta: Angapp - Formati: CD, download digitale, streaming | —           |
| 2023                                                                          | Teoria del contrario mixtape vol. 2 - Pubblicato: 17 marzo 2023 - Etichetta: Columbia - Formati: download digitale, streaming   | 15          |
| 2025                                                                          | Teoria del contrario mixtape vol. 3 - Pubblicato: 31 gennaio 2025 - Etichetta: Columbia - Formati: download digitale, streaming | 39          |
| "—" indica una pubblicazione non classificata o non pubblicata in quel paese. | |             |

## Extended play
| Anno | Titolo | Classifiche |
| Anno | Titolo | ITA         |
| ---- | --- | ----------- |
| 2020 | Scusate - Pubblicato: 30 aprile 2020 - Etichetta: Arista, Machete - Formati: download digitale, streaming | 2           |

## Singoli

### Come artista principale
| Anno                                                                          | Titolo                                                       | Classifiche | Certificazioni     | Album di provenienza                |
| Anno                                                                          | Titolo                                                       | ITA         | Certificazioni     | Album di provenienza                |
| ----------------------------------------------------------------------------- | ------------------------------------------------------------ | ----------- | ------------------ | ----------------------------------- |
| 2017                                                                          | Bluetooth Freestyle                                          | —           |                    | /                                   |
| 2017                                                                          | Fantino Freestyle                                            | —           |                    | /                                   |
| 2017                                                                          | Sorrisi di plastica                                          | —           |                    | The Waiter                          |
| 2017                                                                          | Wow                                                          | —           |                    | The Waiter                          |
| 2017                                                                          | Scompaio                                                     | —           |                    | The Waiter                          |
| 2017                                                                          | 4MST/Dalai Lama (feat. Jack the Smoker)                      | —           |                    | The Waiter                          |
| 2017                                                                          | Gameboy Color                                                | —           | - ITA: Oro         | Fruit Joint                         |
| 2017                                                                          | La la la la la (feat. Lexotan)                               | —           |                    | Fruit Joint                         |
| 2018                                                                          | Fortnite                                                     | —           |                    | Fruit Joint                         |
| 2018                                                                          | Gabbiano/Moonrock (feat. Lazza)                              | —           |                    | Fruit Joint                         |
| 2019                                                                          | Yung (feat. Thasup)                                          | —           |                    | Fruit Joint                         |
| 2019                                                                          | Yoshi Remix (con J Balvin, Thasup, Fabri Fibra e Capo Plaza) | 1           | - ITA: Platino (4) | /                                   |
| 2020                                                                          | In peggio                                                    | 32          |                    | Scusate                             |
| 2020                                                                          | Cioilflow (feat. Salmo)                                      | 9           |                    | Scusate                             |
| 2020                                                                          | Spaccato (con Don Joe e Madame)                              | 38          |                    | /                                   |
| 2020                                                                          | Weekend a Miami (feat. Shiva)                                | 68          |                    | Scusate se esistiamo                |
| 2021                                                                          | Anno zero                                                    | —           |                    | Faiv                                |
| 2021                                                                          | Luna nera                                                    | —           |                    | Faiv                                |
| 2022                                                                          | Facce vere (feat. Nayt)                                      | —           |                    | Faiv                                |
| 2022                                                                          | Sandro Tonali                                                | —           |                    | Faiv                                |
| 2022                                                                          | Foto di noi (feat. Drast)                                    | —           |                    | Faiv                                |
| 2022                                                                          | Non è colpa mia                                              | —           |                    | Faiv                                |
| 2023                                                                          | Di Natale                                                    | —           |                    | Ultimo piano                        |
| 2025                                                                          | GTA VI (feat. Mattak e MadMan)                               | —           |                    | Teoria del contrario mixtape vol. 3 |
| "—" indica una pubblicazione non classificata o non pubblicata in quel paese. |                                                              |             |                    |                                     |

### Come artista ospite
| Anno                                                                          | Titolo                                                 | Classifiche |
| Anno                                                                          | Titolo                                                 | ITA         |
| ----------------------------------------------------------------------------- | ------------------------------------------------------ | ----------- |
| 2017                                                                          | Senza gambe (Pitto Stail feat. Dani Faiv)              | —           |
| 2017                                                                          | Perfetto (Strage feat. Dani Faiv)                      | —           |
| 2019                                                                          | For Real (Gianni Bismark feat. Dani Faiv)              | —           |
| 2019                                                                          | Puertosol Golden Coast (Vegas Jones feat. Dani Faiv)   | 70          |
| 2025                                                                          | Red Flag (Fabio Rovazzi feat. Paola Iezzi e Dani Faiv) | —           |
| "—" indica una pubblicazione non classificata o non pubblicata in quel paese. |                                                        |             |

## Collaborazioni
- 2014 – Dani5, Lexotan & Pitto Stail – Toilette (da Toilette Mixtape)
- 2014 – Lexotan, Dani5 & Pitto Stail – Felicità (da Toilette Mixtape)
- 2014 – Lexotan, Dani5 & Pitto Stail – China (da Toilette Mixtape)
- 2014 – Dani5, Pitto Stail & Lexotan – Succhia (da Toilette Mixtape)
- 2014 – Dani5, Pitto Stail & HCV – Tra 30 anni (da Toilette Mixtape)
- 2014 – Dani5, Lexotan & Pitto Stail – Panni sporchi (da Toilette Mixtape)
- 2014 – Dani5, Lexotan & Pitto Stail – Impossibili (da Toilette Mixtape)
- 2014 – Lexotan, Dani5 & Pitto Stail – Esofagodermatodigiunoplastica (da Toilette Mixtape)
- 2014 – Dani5, Lexotan & Pitto Stail – Torta freestail (da Toilette Mixtape)
- 2014 – Dani5, Reis & Lexotan – Figlio di puttana (da Toilette Mixtape)
- 2014 – Lexotan, Pitto Stail & Dani5 – Tipe, pipe (da Toilette Mixtape)
- 2014 – Lexotan, Pitto Stail & Dani5 – Selfie Made (da Toilette Mixtape)
- 2016 – Blaze, Dani Faiv, Lexotan, Strage & Pitto Stail – Lei no (da 9 Days to Kill)
- 2016 – Blaze, Dani Faiv, Strage & Pitto Stail – Quelli che le fanno su (da 9 Days to Kill)
- 2016 – Blaze, Strage & Dani Faiv – Guai (da 9 Days to Kill)
- 2016 – Dani Faiv, Jangy Leeon, Lanz Khan, Lexotan, Strage & Pitto Stail – Itaca (da 9 Days to Kill)
- 2016 – Blaze, Dani Faiv, Strage & Lexotan – Hasta Luego (da 9 Days to Kill)
- 2016 – Dani Faiv, Strage & Pitto Stail – Heart (Strage & Pitto Stail Remix) (da 9 Days to Kill)
- 2016 – Blaze, Dani Faiv, Strage & Pitto Stail – Nella notte (da 9 Days to Kill)
- 2016 – Alien Mala feat. Dani Faiv – Dottori
- 2016 – Souldato feat. Dani Faiv – Shark Attack
- 2016 – Bosca & Oliver feat. Jack the Smoker & Dani Faiv – Real Talk Ep. 7
- 2016 – Dok feat. Dani Faiv, Giovane Feddini & DJ MS – Gate 33
- 2017 – Giovane Feddini feat. Dani Faiv & Sebastian – Wavy (da Lince EP)
- 2017 – Asher Kuno & Ape feat. Dani Faiv & Jack the Smoker – A mani basse (da Gemelli)
- 2017 – Jangy Leeon feat. Dani Faiv – Ibrido (da L'era della bestia)
- 2017 – St. Luca Spenish feat. Nex Cassel, Dani Faiv & EliaPhoks – Monumento (da Caput mundi)
- 2017 – St. Luca Spenish feat. Dani Faiv – Angeli (da Caput mundi)
- 2017 – St. Luca Spenish feat. Zampa & Dani Faiv – Niente di nuovo
- 2017 – Ticky B, Dani Faiv, Daweed & Anagogia – Stonehenge (da Caramhell Mixtape Vol. 1)
- 2017 – Blue Virus feat. Dani Faiv – Se ho tempo (da Hiatus Mixtape)
- 2017 – Rubik Beats feat. Dani Faiv & Jack the Smoker – Brilla (da Pandora)
- 2018 – Nitro feat. Dani Faiv – NVML (da No Comment)
- 2019 – Dot feat. Dani Faiv – Caldo (da Grezzo Vol. 3)
- 2019 – G.bit feat. Dani Faiv – 50 kg (da Tilt!)
- 2019 – Dani Faiv, Tha Supreme & Fabri Fibra – Yoshi (da Machete Mixtape 4)
- 2019 – Dani Faiv, Salmo & Nitro – FQCMP (da Machete Mixtape 4)
- 2019 – Dani Faiv & Shiva – Walter Walzer (da Machete Mixtape 4)
- 2019 – Dani Faiv, Salmo & Jack the Smoker – Orange Gulf (da Machete Mixtape 4)
- 2019 – Dani Faiv, Nitro & Jack the Smoker – Machete Bo$$ (da Machete Mixtape 4)
- 2019 – Tha Supreme feat. Dani Faiv – No14 (da 23 6451)
- 2019 – Salmo feat. Dani Faiv, Nitro e Lazza – Charles Manson (buon Natale 2) (da Playlist Live)
- 2020 – Nitro feat. Dani Faiv – Come non detto (da GarbAge)
- 2020 – Rosa Chemical feat. Dani Faiv – Slatt (da Forever)
- 2020 – Remmy feat. Dani Faiv – Ola
- 2020 – Jack the Smoker feat. Dani Faiv – Fashion Week (da Ho fatto tardi)
- 2020 – Jack the Smoker feat. Dani Faiv – Jetlag (da Ho fatto tardi)
- 2020 – Gianni Bismark feat. Dani Faiv – Sempre in tuta (da Nati diversi)
- 2020 – Vale Lambo feat. Dani Faiv – Houdini (da Come il mare)
- 2020 – Slait, Tha Supreme & Young Miles feat. Dani Faiv – X 1 Mex (da Bloody Vinyl 3)
- 2020 – Slait & Young Miles feat. Jack the Smoker, Sir Prodige & Dani Faiv – Bloody Bars - Locked (da Bloody Vinyl 3)
- 2020 – Ensi feat. Dani Faiv – Clamo (da Oggi)
- 2020 – Disme feat. Dani Faiv – Frega un cazzo (da Malverde)
- 2020 – Rokas feat. Dani Faiv – Mostri contro fantasmi (da Mostri contro fantasmi)
- 2021 – Nex Cassel feat. Dani Faiv – Cose nostre (da Vera pelle)
- 2021 – Mydrama feat. Dani Faiv – Le luci
- 2021 – Leon Faun feat. Dani Faiv – La follia non ha età RMX (da C'era una volta)
- 2021 – DJ Gengis feat. Mostro e Dani Faiv – Ready 4 War (da Beat Coin)
- 2021 – 2nd Roof feat. Dani Faiv e Ketama126 – Tadan (da Rooftop Mixtape 1)
- 2023 – Danti feat. Dani Faiv e Biggie Paul – Quando non penso (da L'ultimo disco (parte 1))
- 2023 – Peppe Soks feat. Dani Faiv, Yung Snapp e MV Killa – Blow RMX (da Ammore malamente)
- 2023 – Shade feat. Dani Faiv e Nerone – Sopra di te (da Diversamente triste)
- 2024 – Moderup feat. Dani Faiv – Delivery (da Caracas)
- 2024 – 3D feat. Dani Faiv, Vegas Jones e MadMan – Ambientalista (da Empirìa)
- 2024 – Angelina Mango feat. Dani Faiv – Invece sì (da Poké Melodrama)
- 2024 – Ensi e Nerone feat. Dani Faiv – Coreo (da Brava gente (extra))
- 2024 – Shari feat. Dani Faiv – Dove 6? (da Amore & Blues)
- 2025 – Incis Zone feat. Dani Faiv – Hot (da Malacarne)
- 2025 – Nerone feat. Shari e Dani Faiv – Loser (da Penkiller)